# Pyrenaria pingpienensis
Pyrenaria pingpienensis är en tvåhjärtbladig växtart som först beskrevs av Hung T. Chang, och fick sitt nu gällande namn av S.X. Yang och T.L. Ming. Pyrenaria pingpienensis ingår i släktet Pyrenaria och familjen Theaceae. Inga underarter finns listade i Catalogue of Life.